# Симончук Володимир Петрович
Володимир Петрович Симончук нар. 22 січня 1982, Стрільськ) — український футболіст, що грав на позиції півзахисника. Відомий за виступами в українських футбольних клубах різних ліг, найбільше за виступами в складі клубу «ІгроСервіс» у нижчих лігах, у якому він є рекордсменом за числом проведених матчів (понад 200 лише в чемпіонатах України), відомий також за виступами у складі сімферопольської «Таврії» у вищій українській лізі.

## Кар'єра футболіста
Володимир Симончук народився у Сарненському районі, та розпочав займатися футболом місцевих футбольних командах. За ініціативою Михайла Сачка, який на той час був головним тренером сімферопольського «Динамо», на початку 2002 року разом ще з кількома молодими футболістами із Західної України Симончук дебютував у сімферопольському клубі другої ліги. У цій команді Володимир Симончук швидко став одним із основних футболістів, і у сезоні 2003—2004 років він стає переможцем групового турніру другої ліги, та отримує путівку до першої ліги. У цьому ж сезоні Симончук зіграв ще 1 матч у вищій лізі у складі сімферопольської «Таврії», оскільки «Динамо-ІгроСервіс» було на той час фарм-клубом клубу вищої ліги. Після цього футболіст грав у складі вже першолігового клубу, який перейменували спочатку на «Динамо-ІгроСервіс», а пізніше на «ІгроСервіс» за назвою головного спонсора клубу, та перебував у сімферопольській команді аж до її розформування через фінансові проблеми. У складі «ІгроСервіса» Симончук став рекордсменом за кількістю проведених матчів, зігравши лише в чемпіонаті України 217 матчів. З початку 2009 року до середини 2013 року Володимир Симончук грав у складі команди першої ліги «Кримтеплиця», за яку провів 137 матчів у першості України. У другій половині 2013 року футболіст грав у складі команди першої ліги «Титан» з Армянська. Після російської окупації Криму Володимир Симончук продовжив виступи у кримських клубах, створених російськими окупантами.